# Halim El-Dabh
Halim Abdul Messieh El-Dabh (em árabe: حليم عبد المسيح الضبع , Ḥa oīm ʻAbd al-Masīḥ al-Ḍabʻ; El-Sakakini, 4 de março de 1921 – Kent, 2 de setembro de 2017) foi um compositor, músico, etnomusicólogo e educador egípcio com cidadania norte-americana, que teve uma notável carreira de aproximadamente seis décadas. É particularmente conhecido como um pioneiro da música electrónica. Em 1944 compôs um dos primeiros trabalhos conhecidos de música concreta. Desde começos da década de 1960 começou a produzir obras musicais no Centro Musical de Columbia-Princeton, nos Estados Unidos.

## Carreira
El-Dabh nasceu e cresceu em Sakakini, um pequeno distrito localizado no Cairo, Egito, membro de uma numerosa e rica família copta cristã que tinha emigrado anteriormente de Abutig, localidade localizada na província de Assiute, no Alto Egito. O nome da família significa literalmente "hiena" e não é infrequente em Egito. Em 1932 a família mudou-se para o subúrbio de Heliópolis, no Cairo. Seguindo a profissão na área da agricultura tal como o seu pai, ele graduou-se na Universidade de Fuade I (agora conhecida como Universidade do Cairo) em 1945, com um título em engenharia agrícola. Ao mesmo tempo começou a desenvolver a sua paixão pela música, compondo de maneira esporádica. Ainda que seus rendimentos principais derivassem do seu trabalho como consultor agrícola, conseguiu o reconhecimento no Egito desde meados até finais dos anos 40, pelas suas composições inovadoras e sua técnica no piano.

### Música electrónica
Quando ainda era um estudante no Cairo, Halim começou a experimentar com sons electrónicos. El-Dabh realizou pela primeira vez experiências com manipulação de sons com uma técnica chamada Gravação em fio no inícios dos anos 40. Em 1944, já tinha composto uma das primeiras obras conhecidas de música concreta, titulada The Expression of Zaar, anterior à obra de Pierre Schaeffer por quatro anos. Após uma actuação bem recebida em 1949 na Catedral de Todos os Santos, no Cairo, um funcionário público da embaixada dos Estados Unidos o convidou a estudar nos Estados Unidos, onde pôde desenvolver por completo a sua carreira na música. Em meados da década de 60, Halim começou a desempenhar funções como docente de música em respeitadas instituições educativas dos Estados Unidos.

## Discografia

### Audio
- 1944 – The Expression of Zaar
- 1957 – Sounds of New Music
- 1959 – Leiyla and the Poet
- 1961 – Columbia-Princeton Electronic Music Center
- 1989 – The Self in Transformation: A Painel Discussion
- 2000 – Mediterranean Magic
- 2000 – Olatunji Live at Starwood
- 2001 – Crossing Into the Electric Magnetic
- 2002 – Halim El-Dabh Live at Starwood
- 2002 – Blue Sky Transmission: A Tibetan Book of the Dead
- 2006 – World Keys
- 2016 - Sanza Time

### Vídeo
- 1960 – Yuriko: Creation of a Dance
- 1967 – Herostratus
- 2000 – Olatunji Live at Starwood
- 2002 – Halim El-Dabh Live at Starwood